# Festa (cràter)
Festa és un cràter d'impacte en el planeta Venus de 35,3 km de diàmetre. Porta el nom de Matilde Festa (1890-1957), pintora i mosaïcista italiana, i el seu nom va ser aprovat per la Unió Astronòmica Internacional el 1991.